# Интернализация (экономика)
Интернализация (англ. internalization) — 1) включение внешних эффектов (отрицательных или положительных) в затраты/доход производителя этих эффектов; 2) включение двух или более однородных видов производств в деятельность единого предприятия вместо распределения этих видов производств отдельно по различным предприятиям с последующей их синхронизацией рыночными сделками. Частным случаем интернализации является вертикальная интеграция.

## Определение
Включение внешних эффектов (отрицательных и положительных) в затраты (доход) производителя этих эффектов. Интернализация создаёт условия для рыночного регулирования внешних эффектов и устанавливает их на оптимальном уровне.
Следующие пути интернализации:
- закрепление прав собственности на все виды ресурсов. Согласно теореме Коуза, когда трансакционные издержки равны нулю (пренебрежительно малы), контракт между производителем и получателем внешнего эффекта позволяет достичь оптимального с учётом внешних эффектов уровня размещения ресурсов;
- уплата налога производителем внешнего эффекта в размере создаваемого эффекта (пигувианский налог[англ.]);
- объединение производителя и получателя внешнего эффекта в одном лице.

Объединение двух или более однородных видов производств в рамках единого предприятия вместо распределения этих видов производств отдельно по разным предприятия с последующим синхронизированием их при помощи рыночных сделок. Максимизирующие прибыль предприятия интернализируют последовательность операций в случае, если в результате этого издержки производства будут ниже, нежели в противном.
Примером интернализации является вертикальная интеграция, при которой однородные виды деятельности объединены в технологическую последовательность. В процессе вертикальной интеграции возникает положительных эффект:
- снижаются издержки производства в связи соединения последовательных производственных процессов (прокатные станы железа и стали позволяют избежать повторного нагрева);
- снижаются трансакционные издержки, возникающие в условиях несовершенства рынка (надбавки монопольных поставщиков сырья, ненадёжность источников снабжения, ограниченность рынка сбыта).

Примером интернализации является горизонтальная интеграция между многоотраслевыми и транснациональными компаниями. Транснациональные компании создают заводы за границей вместо прямых поставок (экспорта) с целью снижения трансакционных издержек (тарифы, квоты, валютный контроль, патенты, ноу-хау или уникальный продукт, которому требуется прямой контроль).
Примером интернализации является финансирование инвестиционных проектов конгломератами, которые переводят средства из одних своих производственных подразделений в главный орган управления, который затем перемещает их в другие производственные подразделения; для них отпадает необходимость нести затраты на получение средств из внешних источников.

## Вертикальная интеграция
Согласно лауреату премии по экономике памяти Альфреда Нобеля О. И. Уильямсону, интернализация — это замена рыночного обмена между предприятиями на внутреннюю организацию на предприятии. Примером интернализации является вертикальная интеграция, при которой однородные виды деятельности объединены в технологическую последовательность. 

## Положительный эффект от интернализации
В процессе вертикальной интеграции для предприятия возникают положительные эффекты по сравнению с рынком:
- технологическая и производственная экономия от эффекта масштаба, что приводит к снижению издержек производства в связи соединением последовательных производственных процессов (интеграция чугуна и стали позволяет избежать повторного нагрева, что даёт экономию тепловой энергии);
- экономия от наибольшего вовлечения самых дешевых факторов (они становятся доступны);
- снижение трансакционных издержек на рынках полуфабрикатов, возникающие в условиях несовершенства рынка (надбавки монопольных поставщиков сырья, ненадёжность источников снабжения, ограниченность рынка сбыта).
- преимущество в обработке информации за счёт способности лучше контролировать информацию и добиваться плановой согласованности во взаимозависимой деятельности;
- преимущество в сфере дифференциации стимулов и управлении.

Внутренняя организация (интернализация) привлекательней рынка за счёт:
- стимулов внутри предприятия — слабее агрессивная пропаганда, меньше длительность переговоров о сделках, интересы сотрудников гармонизированы;
- большего разнообразия и большой точности инструментов управления предприятия по сравнению с межфирменной деятельностью (есть возможность уволить, продвинуть по службе, поощрить и наложить штрафы, распределить ресурсы), имеется эффективный способ разрешения конфликтов за счёт волевого решения администрации (дешевле по сравнению с арбитражным судом), волевые внутриорганизационные решения являются обычными;
- неотъемлемых структурных преимуществ — сокращение информационных потоков (то есть за счёт структурных различий — регулярные коммуникации, общение), экономии за счёт разного уровня достоверности информации).

## Преодоление фиаско рынка
Внутренняя организация (интернализация) позволяет решить проблемы с фиаско рынка:
1. На рынках специализированных компонентов, когда рынок сформировал монопольных производителей, которые держат монопольные цены на свою продукцию, возникает стимул для внутренней интеграции вперед и назад. Интернализация через вертикальную интеграцию позволяет преодолеть проблему длительных переговоров при двусторонней монополии, решить проблему надёжности поставок.
2. Интернализация позволяет решить проблему неполноты контракта (отсутствия исчерпывающих все возможных закреплённых в договоре отношений, изменчивость технологий, цен на факторы, альтернативных цен), избежать противоречия между долгосрочными инвестициями в оборудование и последовательной адаптацией в краткосрочном периоде. При интернализации последовательность приспособительных изменений мотивирует к совместным действиям, а не для оппортунистического поведения по захвату неоговоренных преимуществ или отказа от обязательств; гармонизирует интересы; сокращаются риски невыполнения обязательств; сглаживается переход между последовательными этапами за счет внутренних процедур управления; снижается уровень конфликтов.
3. Преодолевается риск стратегического искажения, предприятие имеет полной доступ к информации, к фактическим данным. Преодолевается моральный риск, когда внутри предприятия контролируется процесс производства и стоимость конечного продукта, предпринимаются все возможные усилия по сокращению стоимости продукта, а не просто перекладываются затраты на покупателя. Интернализация позволяет избежать затянутых диспутов по вопросам распределения прав собственности, в том числе на внешние эффекты затрат/прибыли. Имеется потребность снизить общие затраты за счёт восстановления эффективного набора факторов, доли переменных расходов. По мнению Хиршлейфера, вертикальная интеграция является фактором сокращения затрат, получения дешевых ресурсов.
4. Позволяет получить действенную информацию, когда покупатель обладает всей информацией и оценивает риски, чтобы заключить контракт, ибо на рынке покупатель может не поверить в возможности выполнения заказа поставщиком. Позволяет экономить на сборе информации, расходах по сбору информации с целью контроля выполнения заказа, которая не зависят от масштаба производства. Позволяет получить сходимость ожиданий в связи с взаимозависимостями между ступенями производства, преодолеть незапланированные ситуации, провести координирующие действия, которые невозможны при заключённых контрактах. Отсутствуют структурные принуждения.
5. Интернализация позволяет избежать дополнительного налогообложения от оборота промежуточной продукции, избежать квотирования и контроля над ценами. Позволяет избежать затрат на проведение торгов, избежать проблем вследствие неопределённости прав собственности. Инвесторы получают пониженный риск при вертикальной интеграции. Интернализация ведёт к повышенному уровню доверия, что приводит к различным возможностям взаимовыгодной кооперации.